# Harp Hill
Harp Hill är en kulle i Antarktis. Den ligger i Östantarktis. Nya Zeeland gör anspråk på området. Toppen på Harp Hill är 618 meter över havet.
Terrängen runt Harp Hill är kuperad. Trakten är obefolkad. Det finns inga samhällen i närheten. 